# Kateřina Cichrová
Kateřina Cichrová (* 4. března 1951 České Budějovice) je česká etnografka a kurátorka sbírkových a mobiliárních fondů Národního památkového ústavu, pracoviště České Budějovice.

## Život
Narodila se v Českých Budějovicích 4. března 1951. Rodina vyznávala masarykovské hodnoty. Za nacistické okupace byl tatínek Vojtěch totálně nasazen v Linci v ocelářských závodech jako chemik a z té doby měl po celý život zahraniční kontakty. Rodina zažila koncem druhé světové války nálety a později ji ovlivnily i politické procesy, kdy strýc byl vězněn v souvislosti s procesem se Slánským.
Již v základní škole se věnovala studiu hindštiny a francouzštiny, později na Gymnáziu Karla Šatala (dnes Jirsíkovo gymnazium) v Českých Budějovicích i angličtiny. Před maturitou ještě mohla vycestovat na brigádu do Anglie, odkud se vrátila den před okupací vlasti vojsky Varšavské smlouvy. V letech 1969–1974 vystudovala etnografii a dějiny umění na Filosofické fakultě Masarykovy univerzity v Brně. Na základě své diplomové práce Malovaný nábytek ve sbírkách Jihočeského muzea získala titul Mgr. Později si vzdělání doplnila postgraduálním studiem památkové péče na Filosofické fakultě Univerzity Karlovy v Praze. Již během studií pracovala jako etnografka na částečný úvazek v Jihočeském muzeu. V roce 1975 nastoupila v Krajském středisku státní památkové péče a ochrany přírody (dnes Národní památkový ústav, pracoviště v Českých Budějovicích) jako kurátorka sbírek veřejně přístupných hradů a zámků se zaměřením na restaurování užitého umění a prezentaci historických interiérů. Podílela se na správě fondů Ministerstva kultury pro záchranu movitých kulturních památek v Jihočeském kraji. Byla vedoucí umělecko-historického oddělení Památkového ústavu v Českých Budějovicích. Externě spolupracuje s Historickým ústavem Filozofické fakulty Jihočeské univerzity a je členkou komise Ministerstva kultury ČR pro restaurování. Žije v Českých Budějovicích.

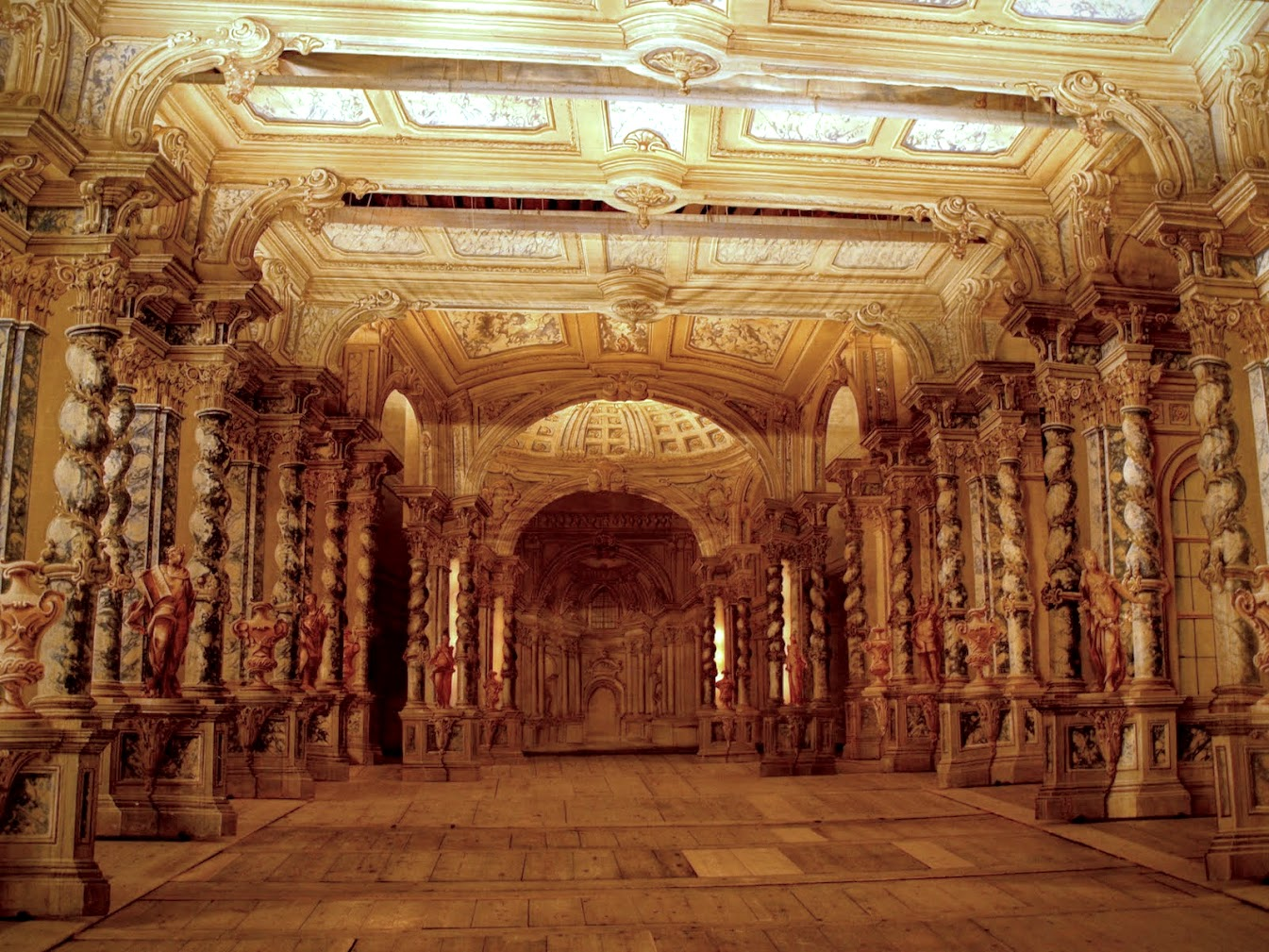
Zámecké barokní divadlo v Českém Krumlově

## Dílo

### Kurátorka - restaurování užitého umění (výběr)
- Záchrana depozitáře českokrumlovského barokního divadla[5] - Cena Europa Nostra pro celý kolektiv Národního památkového ústavu v roce 2003 v kategorii Záchrana movitých uměleckých památek.[6]
- Restaurování lustrů v zámeckém interiéru[7] a oprava a údržba zámeckého parku a unikátního barokního vodovodního systému z 18. století v Červeném Dvoře u Chvalšin (dnes Psychiatrická léčebna).[8]
- Restaurování historických tkanin.[9]
- Restaurování Delfíního kabinetu v zámku Hluboká nad Vltavou.[10]
- Autorka expozic Muzea Vimperska.[11]
- Restaurování řady církevních obrazů.

### Knihy (výběr)
- Objevování renesanční zahrady zámku Kratochvíle / [texty Kateřina Cichrová, Dagmar Geršlová, Markéta Slabová ; ilustrace Lucie Müllerová]. České Budějovice : Národní památkový ústav, územní odborné pracoviště v Českých Budějovicích, 2008 . [20] s. il. (převážně barev.) ; ISBN 978-80-85033-11-3
- CICHROVÁ, Kateřina. Also Samson is Baroque. Ilustrace Lucie MÜLLEROVÁ. 1st ed. České Budějovice: Czech National Heritage Institute, regional department in České Budějovice, 2009. 20 s. Didactica, vol. 5. ISBN 978-80-85033-20-5
- CICHROVÁ, Kateřina. Auch Samson ist Barock. Ilustrace Lucie MÜLLEROVÁ. 1. Ausg. České Budějovice: Nationalen Institut für Denkmalpflege, Regionale Fachstelle in České Budějovice, 2009. 20 s. Didactica, Band Nr. 5. ISBN 978-80-85033-21-2
- CICHROVÁ, Kateřina. Objevování barokní zahrady zámku Český Krumlov. Vyd. 1. České Budějovice: Národní památkový ústav územní odborné pracoviště v Českých Budějovicích, 2009. 22 s. ISBN 978-80-85033-12-0
- CICHROVÁ, Kateřina Edukativní programy jako nástroj zprostředkování kulturních hodnot památkového fondu školní mládeži. In.: Zprávy památkové péče = Journal of Historical Heritage Preservation : časopis státní památkové péče. 2010-04.
- CICHROVÁ, Kateřina. Leckteří národové: Schwarzenbergská sbírka kostýmních miniatur na zámku Český Krumlov = Plusieurs nations : the Schwarzenberg Collection of Costume Miniatures in Český Krumlov Castle. Vyd. 1. České Budějovice: Národní památkový ústav, územní odborné pracoviště v Českých Budějovicích, 2011. 239 s. ISBN 978-80-85033-27-4
- The Rožmberks: a short exhibition guide. 1st ed. České Budějovice: Národní památkový ústav, územní odborné pracoviště v Českých Budějovicích, 2011. 203 s. ISBN 978-80-85033-34-2
- CICHROVÁ, Kateřina. Samson je také baroko. Ilustrace Lucie MÜLLEROVÁ. Vyd. 2. České Budějovice: Národní památkový ústav, územní odborné pracoviště v Českých Budějovicích, 2013. 20 s. Didactica, sv. č. 5. ISBN 978-80-85033-46-5
- CICHROVÁ, Kateřina. Vlámské tapiserie na zámcích Hluboká a Český Krumlov =: Flemish tapestries at the castles of Hluboká and Český Krumlov. Vyd. 1. České Budějovice: Národní památkový ústav, 2014. 287 s. Monumenta, sv. č. 6. ISBN 978-80-87890-02-8
- CICHROVÁ, Kateřina. Mobilita nobility: schwarzenberská sbírka historických dopravních prostředků. V Českých Budějovicích: Národní památkový ústav, územní památková správa, [2015]. 152 stran. ISBN 978-80-87890-15-8
- CICHROVÁ, Kateřina. Proměny zámku a parku Červený Dvůr. Vydání první. České Budějovice: Národní památkový ústav, 2017. 269 stran. ISBN 978-80-87890-27-1
- Cichrová, Kateřina a kol. Preventivní péče o předměty kulturní povahy v expozicích, depozitářích a zpřístupněných autentických interiérech. V Brně: Národní památkový ústav, 2017. 122 stran. ISBN 978-80-87967-15-7
- CICHROVÁ, Kateřina. Čalounění: svědectví pohodlí a luxusu. České Budějovice: Národní památkový ústav, územní památková správa v Českých Budějovicích, 2022. 195 stran. Odborné a metodické publikace (Národní památkový ústav). ISBN 978-80-87890-41-7
- CICHROVÁ, Kateřina. Historický interiér a řeč materiálů. České Budějovice: Národní památkový ústav, 2022. 183 stran. Odborné a metodické publikace. ISBN 978-80-87890-39-4
- CICHROVÁ, Kateřina et al. Selský dvůr U Matoušů v Plzni-Bolevci: rok na vsi. 1. vydání. České Budějovice: Národní památkový ústav, územní památková správa v Českých Budějovicích, 2023. 119 stran.
- Cichrová, Kateřina et al. Zámek Telč. 1. vydání. České Budějovice: Národní památkový ústav, územní památková správa v Českých Budějovicích, 2023. 175 stran. ISBN 978-80-87890-49-3